# Openkî, Kozeleț
Openkî (în ucraineană Опеньки) este un sat în comuna Bileikî din raionul Kozeleț, regiunea Cernihiv, Ucraina.

## Demografie
Componența lingvistică a localității Openkî
     Ucraineană (98,08%)
     Rusă (1,92%)
Conform recensământului din 2001, majoritatea populației localității Openkî era vorbitoare de ucraineană (98,08%), existând în minoritate și vorbitori de rusă (1,92%).